# ۷۸۲ (قمری)
۷۸۲ (قمری)، هفتصد و هشتاد و دومین سال در گاهشماری هجری قمری است. اول محرم این سال برابر با پانزدهم آوریل سال ۱۳۸۰ میلادی است.